# Gasteracantha signifera
Gasteracantha signifera är en spindelart som beskrevs av Pocock 1898. Gasteracantha signifera ingår i släktet Gasteracantha och familjen hjulspindlar.

## Underarter
Arten delas in i följande underarter:
- G. s. bistrigella
- G. s. heterospina
- G. s. pustulinota